# Liophidium
Liophidium is een geslacht van slangen uit de familie Pseudoxyrhophiidae.

## Naam en indeling
De wetenschappelijke naam van de groep werd voor het eerst voorgesteld door George Albert Boulenger in 1896. De slangen werden eerder aan geslachten toegewezen die tegenwoordig niet langer worden erkend, zoals Herpetodryas, Enicognathus en Polyodontophis. Er zijn tien soorten, inclusief de pas in 2009 beschreven soort Liophidium maintikibo, de soort Liophidium pattoni is pas sinds 2010 bekend.

## Uiterlijke kenmerken
De slangen blijven relatief klein en hebben een gladde schubbenhuid. De kop is lastig te onderscheiden van het lichaam door het ontbreken van een duidelijke insnoering. De ogen zijn relatief groot en hebben een ronde pupil. De lichaamskleur is vaak donker met lichtere tot gele vlekken. De soort Liophidium pattoni heeft roze vlekken aan de bovenzijde van het lichaam en een roze buik en staart. Dergelijke heldere roze kleuren zijn erg ongebruikelijk bij de slangen.

## Verspreiding en habitat
De slangen komen voor in delen van Afrika en leven op de eilanden of eilandgroepen Madagaskar, Nosy Be, de Comoren en de Mascarenen. De habitat bestaat uit droge tropische en subtropische bossen, vochtige tropische en subtropische laaglandbossen, scrublands, graslanden en rotsige omgevingen. Ook in door de mens aangepaste streken zoals plantages kunnen de dieren worden aangetroffen.

## Beschermingsstatus
Door de internationale natuurbeschermingsorganisatie IUCN is aan alle soorten een beschermingsstatus toegewezen. Vier soorten worden beschouwd als 'veilig' (Least Concern of LC), drie als 'onzeker' (Data Deficient of DD), een soort als 'kwetsbaar' (Vulnerable of VU) en een soort als 'gevoelig' (Near Threatened of NT). De soort Liophidium mayottensis ten slotte staat te boek als 'bedreigd' (Endangered of EN).

## Soorten
Het geslacht omvat de volgende soorten, met de auteur en het verspreidingsgebied.
| Naam                   | Auteur                                                           | Verspreidingsgebied       | Beschermingsstatus |
| ---------------------- | ---------------------------------------------------------------- | ------------------------- | ------------------ |
| Liophidium apperti     | Domergue, 1984                                                   | Madagaskar                |                    |
| Liophidium chabaudi    | Domergue, 1984                                                   | Madagaskar                |                    |
| Liophidium maintikibo  | Franzen, Jones, Raselimanana, Nagy, D’Cruze, Glaw & Vences, 2009 | Westelijk Madagaskar      |                    |
| Liophidium mayottensis | Peters, 1874                                                     | Comoren                   |                    |
| Liophidium pattoni     | Vieites, Ratsoavina, Randrianiaina, Nagy, Glaw & Vences, 2010    | Noordoostelijk Madagaskar |                    |
| Liophidium rhodogaster | Schlegel, 1837                                                   | Madagaskar                |                    |
| Liophidium therezieni  | Domergue, 1984                                                   | Madagaskar                |                    |
| Liophidium torquatum   | Boulenger, 1888                                                  | Madagaskar, Nosy Be       |                    |
| Liophidium trilineatum | Boulenger, 1896                                                  | Zuidwestelijk Madagaskar  |                    |
| Liophidium vaillanti   | Mocquard, 1901                                                   | Mascarenen                |                    |